# Teucholabis (Teucholabis) subanthracina
Teucholabis (Teucholabis) subanthracina is een tweevleugelige uit de familie steltmuggen (Limoniidae). De soort komt voor in het Neotropisch gebied.